# Anthurium pentaphyllum
Anthurium pentaphyllum är en kallaväxtart som först beskrevs av Jean Baptiste Christophe Fusée Aublet, och fick sitt nu gällande namn av George Don jr. Anthurium pentaphyllum ingår i släktet Anthurium och familjen kallaväxter.

## Underarter
Arten delas in i följande underarter:
- A. p. bombacifolium
- A. p. pentaphyllum

## Bildgalleri

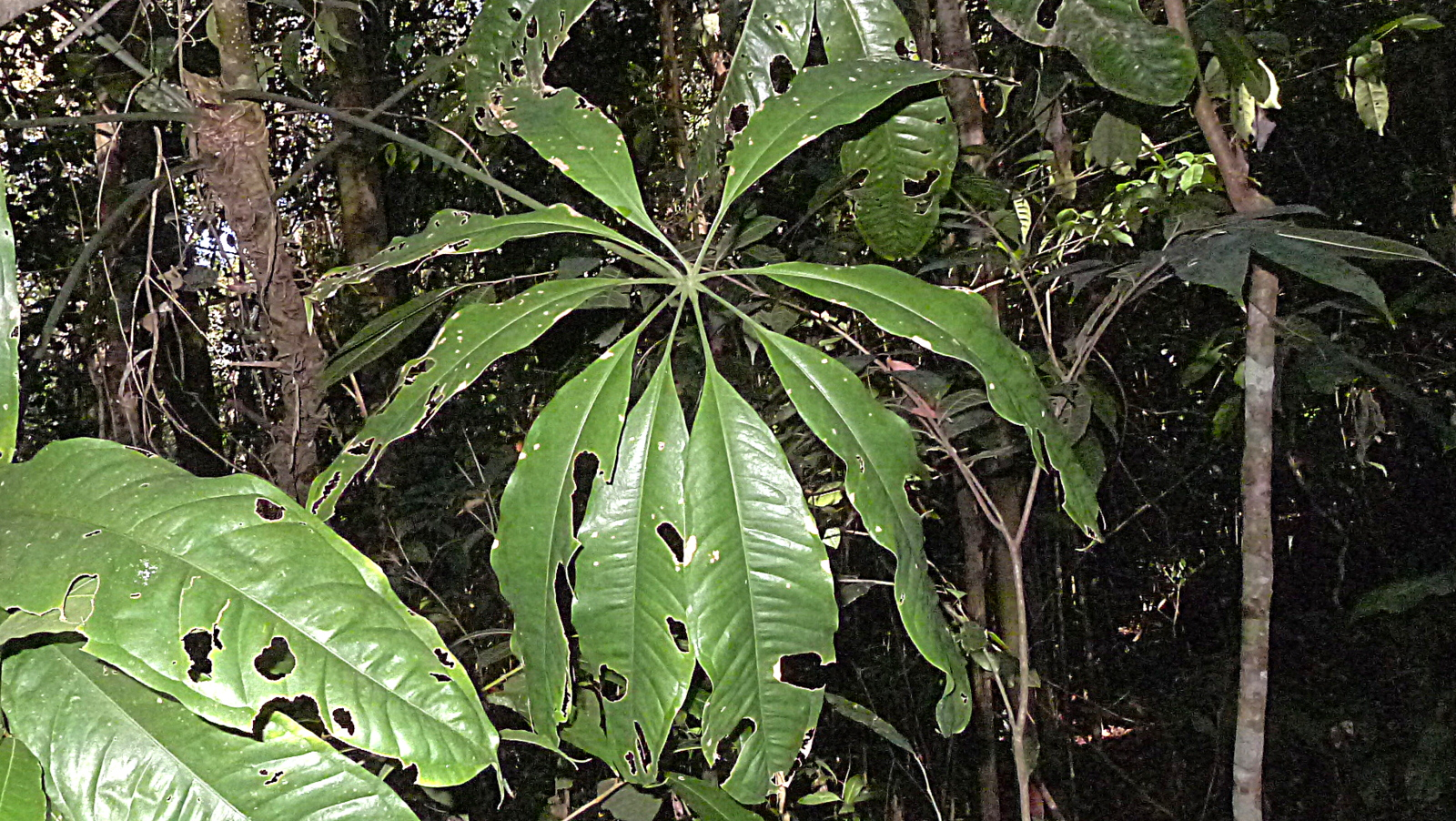
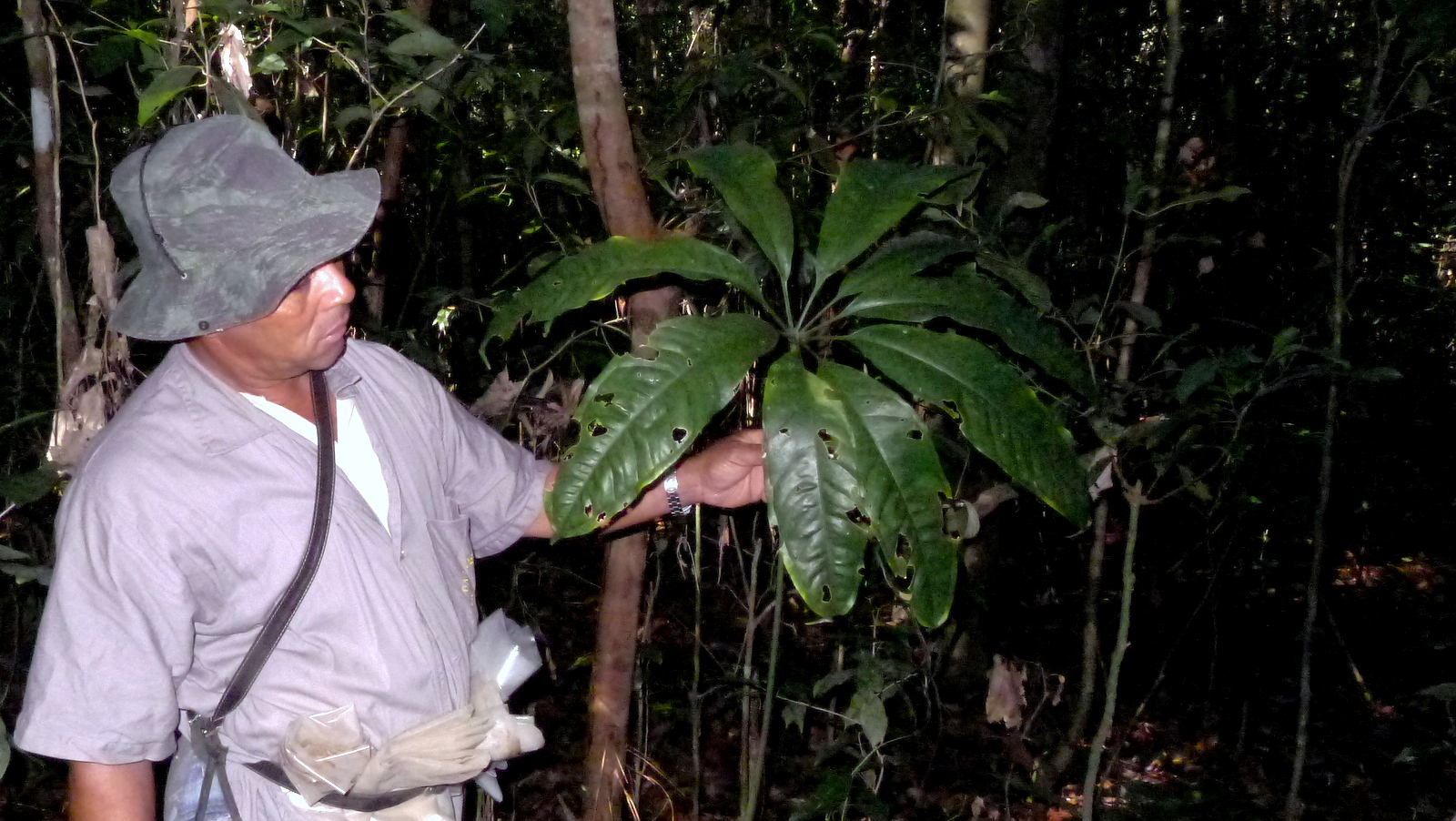
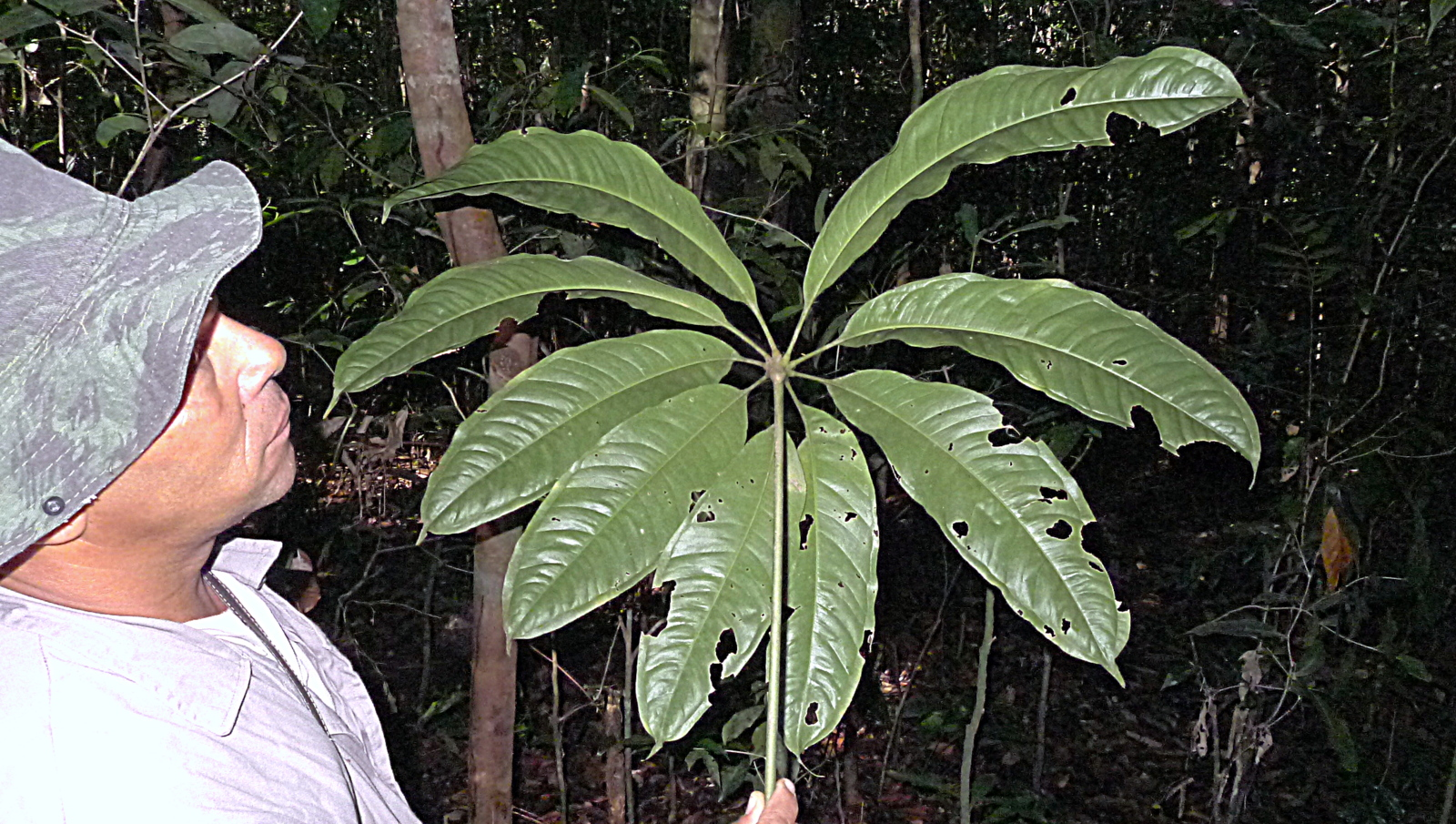
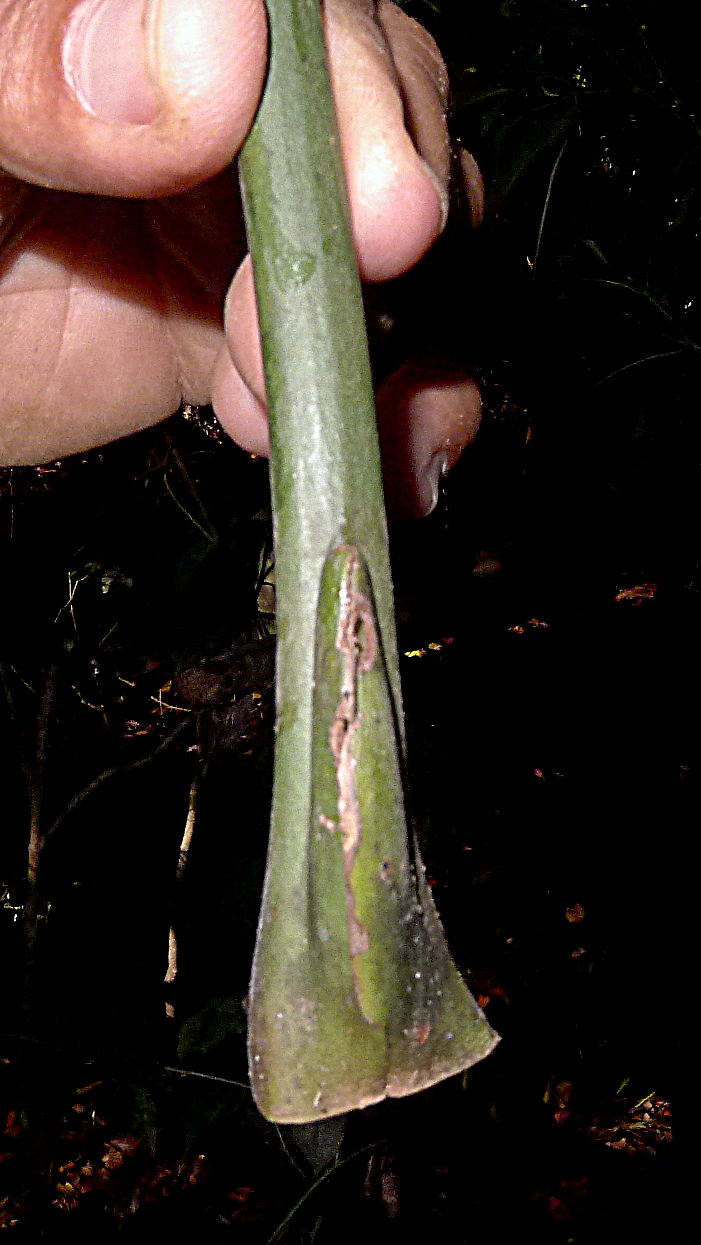
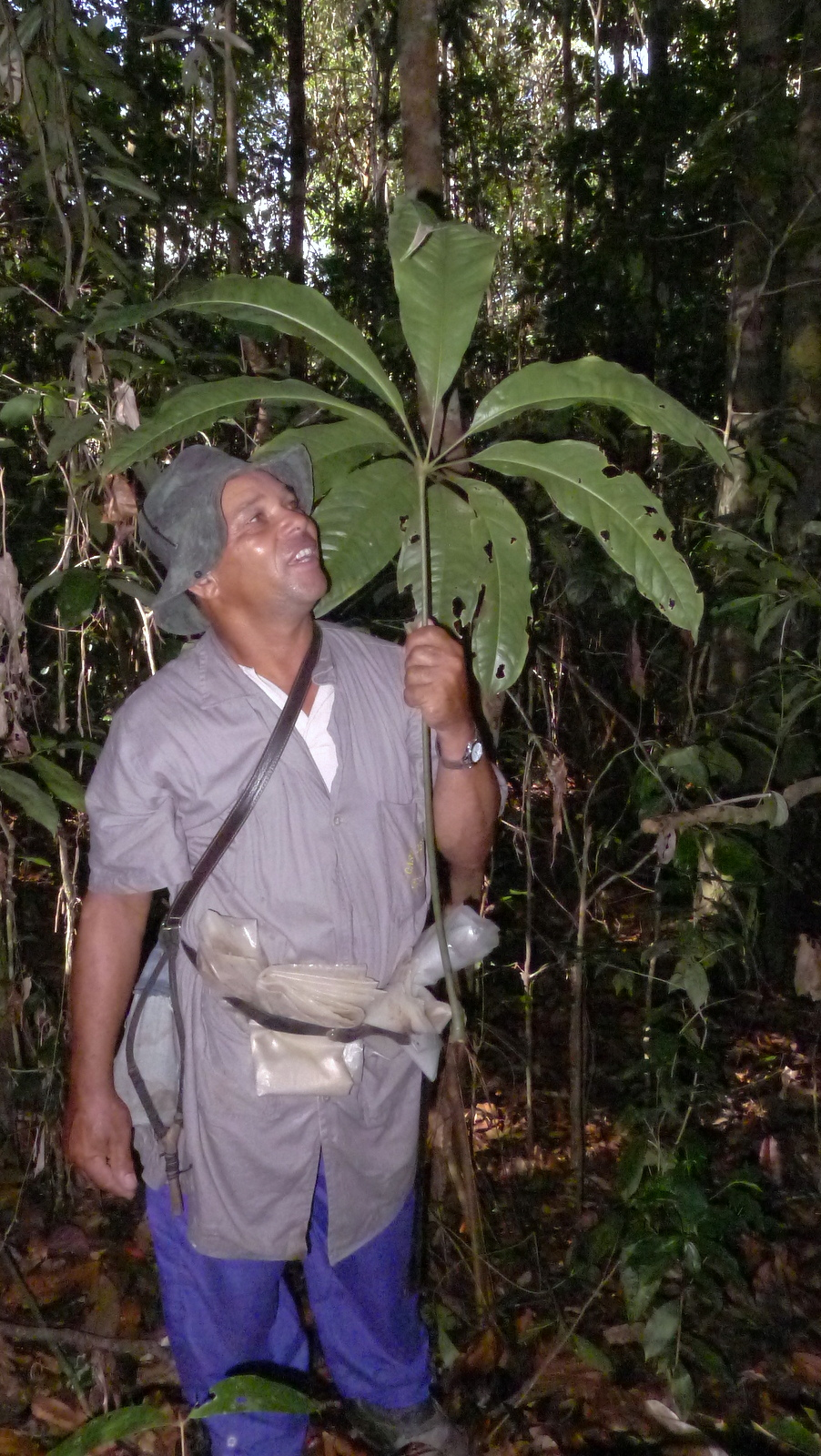
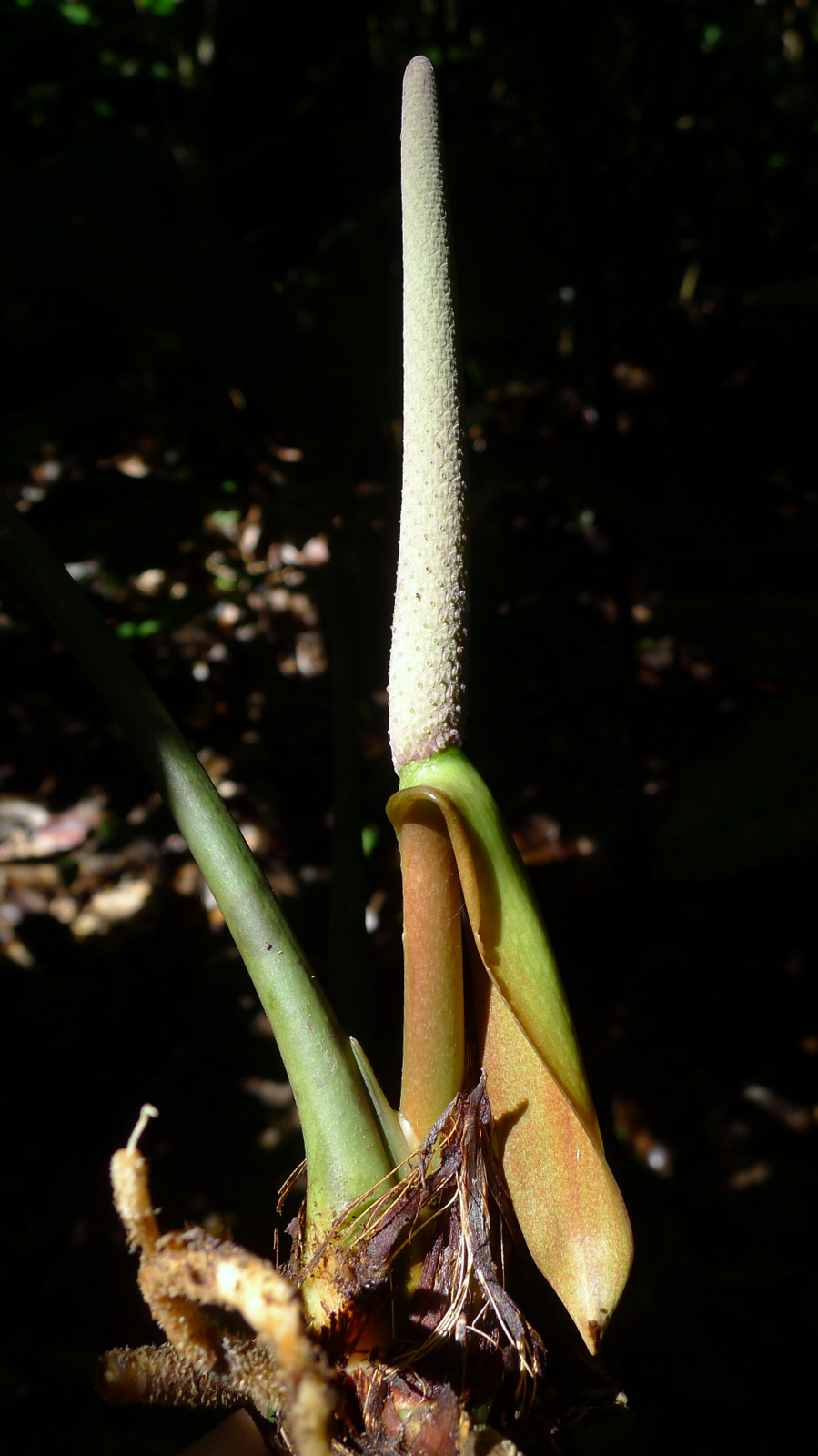